# Thonberg (Kamenz)

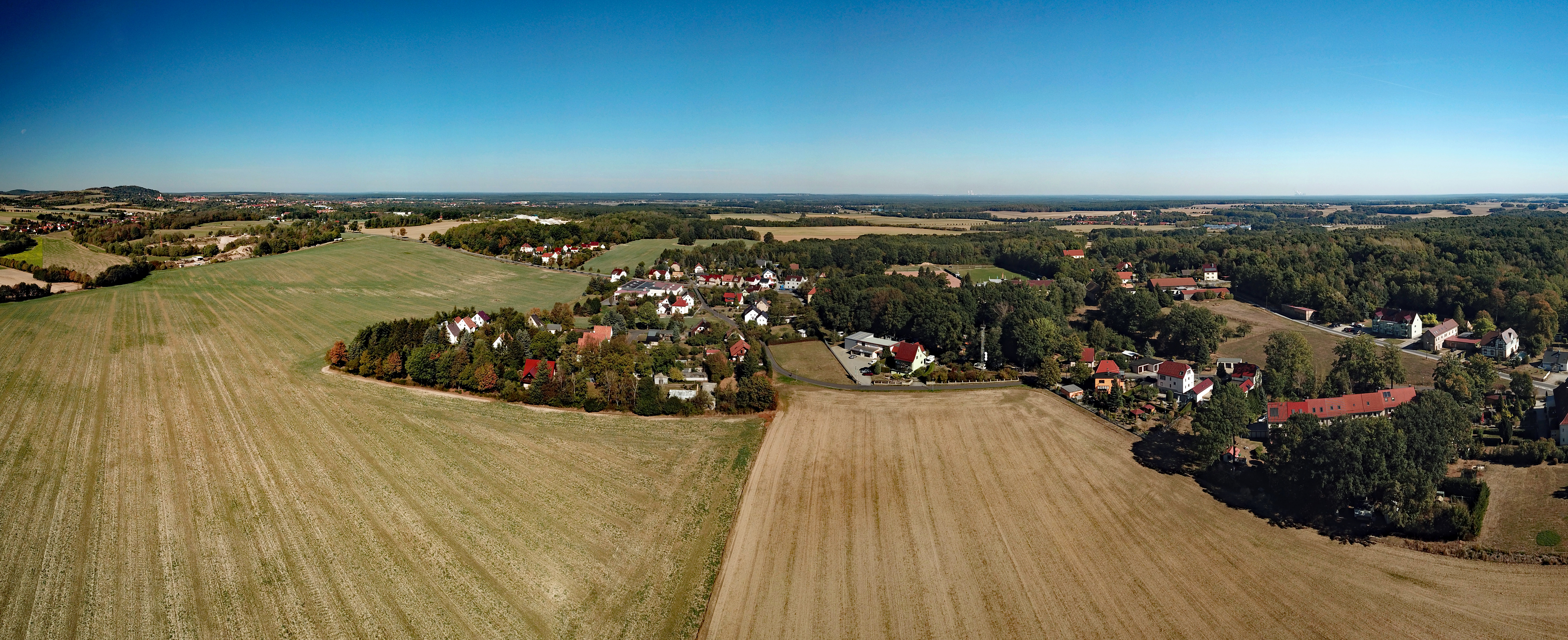
Luftbildpanorama

Thonberg, obersorbisch Hlinowcⓘ, ist ein Ortsteil der Stadt Kamenz im sächsischen Landkreis Bautzen. Es zählt zum offiziellen sorbischen Siedlungsgebiet in der Oberlausitz. Der Ortsteil Thonberg liegt südöstlich von Kamenz an der S 100. Östlich erstreckt sich der Thonberger Wald.

## Geschichte
Am 1. Januar 1974 wurde Thonberg nach Kamenz eingemeindet. Thonberg war nie eine eigenständige Gemeinde. Vor der Eingemeindung nach Kamenz gehörte es zu Wiesa, Prietitz und Nebelschütz.